# Typhlopolycystis
Typhlopolycystis är ett släkte av plattmaskar. Typhlopolycystis ingår i familjen Polycystididae.
Kladogram enligt Catalogue of Life och Dyntaxa:
| Typhlopolycystis | \| \| Typhlopolycystis coeca \| \| \| \| \| \| Typhlopolycystis coomansi \| \| \| \| \| \| Typhlopolycystis mediterranea \| \| \| \| \| \| Typhlopolycystis rubra \| \| \| \| \| \| Typhlopolycystis schockaerti \| \| \| \| |
|                  | \| \| Typhlopolycystis coeca \| \| \| \| \| \| Typhlopolycystis coomansi \| \| \| \| \| \| Typhlopolycystis mediterranea \| \| \| \| \| \| Typhlopolycystis rubra \| \| \| \| \| \| Typhlopolycystis schockaerti \| \| \| \| |
|                  | Typhlopolycystis coeca |
|                  | |
|                  | Typhlopolycystis coomansi |
|                  | |
|                  | Typhlopolycystis mediterranea |
|                  | |
|                  | Typhlopolycystis rubra |
|                  | |
|                  | Typhlopolycystis schockaerti |
|                  | |